# 람잔 카디로프
람잔 아흐마토비치 카디로프(러시아어: Рамза́н Ахма́тович Кады́ров, 체첸어: КъадиргӀеран Ахьмад-Хьаьжин Рамзан 카디르게란 아흐마드해진 람잔, 1976년 10월 5일~)는 러시아의 정치인, 군인이다.
체첸공화국의 세번째 수장으로, 2007년 2월 15일부터 재임 중이다. 2004년 암살된 전 체첸공화국 장 아흐마트 카디로프의 차남이다.

## 체첸공화국의 장
2007년 2월 15일 체첸공화국 총장(러시아어: Глава) 알루 알하노프가 사임하자 러시아 대통령 블라디미르 푸틴은 이를 승인함과 동시에 람잔 카디로프를 체첸 공화국 총장 대행으로 임명하는 법안에 서명했다.
2007년 3월 블라디미르 푸틴은 람잔 카디로프를 공식 체첸공화국 총장에 지명하였고, 체첸 의회의 동의를 받아 2007년 4월 5일 취임하였다. 2011년 러시아 대통령 드미트리 메드베데프는 람잔 카디로프를 체첸공화국의 장에 재지명하였다.
2016년 3월 러시아 대통령 블라디미르 푸틴은 임기 만료를 앞두고 있던 람잔 카디로프를 민선 공화국 장 선거에서 차기 수반이 선출되기 전까지 체첸공화국 수반 대행으로 재임하도록 하는 법안에 서명했다.
2016년과 2021년 민선 체첸공화국 장 선거에서 각각 당선되어 민선 3기 체첸공화국 수반으로 재직 중이다.

## 다수 살인교사 의혹
인권 운동가들과 반체제자들은 람잔 카디로프가 다수의 살인을 지시하고 있다고 제기하고 있다. 카디로프를 비판한 상당 수의 언론인, 인권 운동가, 정치인들이 러시아 국내외에서 살해당했다.